# جاكي لوغري
جاكلين لوغري (بالإنجليزية: Jackie Loughery)‏ (18 أبريل 1930 – 23 فبراير 2024) ممثلة أمريكية وحاملة لقب ملكة جمال سابقة بعدما توجت بمسابقة ملكة جمال الولايات المتحدة الأمريكية 1952، لتصبح أول فائزة في هذه المسابقة. سبق لها أن توجت ملكة جمال نيويورك سنة 1952. انتقلت من عالم المسابقة إلى مهنة السينما والتلفزيون في الخمسينيات والستينيات من القرن العشرين. حيث لعبت أدوارًا صغيرة غير المعتمدة في العديد من الأفلام والمسلسلات بالظهور في دور كائنة فضائية في فيلم أبوت وكوستيلو ذاهبان إلى المريخ، فيلم خذني إلى المدينة في عام 1953.
جلب العام التالي لها دورًا في المسلسل الدرامي التليفزيوني السيد المدعي العام، في العام ذاته شاركت مقدم البرامج التلفزيوني جوني كارسون عرض برنامج المسابقات التلفزيوني اكسب إجازتك عام 1954. تضمنت الأدوار اللاحقة ظهورها في أدوارًا صغيرة غير المعتمدة أخرى في فيلم ابن سندباد، الشارع العاري ومسلسلات تلفزيونية مثل مسرح دامون رونيون، طفل سيسكو، كان أبرز أدوارها في تلك الفترة ظهورها في فيلم كوميدي غربي أمريكي باردنر عام 1956. شاركت جاكي في بطولة فيلم درامي عسكري أبيض وأسود دي.آي. عام 1957، بطولة الممثل جاك ويب الذي ارتبط بها في العام التالي ليستمر زواجها مدة ستة أعوام قبل انفصالهما عام 1964. شملت أدوارها التمثيلية الأخرى المعتمدة سلسلة القاضي روي بين الغربية منتصف الخمسينيات مثل مسلسل تلفزيوني أمريكي غربي قطار العربة، مسلسل درامي قانوني أمريكي بيري ماسون، بونانزا، مسلسل كوميدي غربي تلفزيوني أمريكي إف تروب، وظهورها الأخير على الشاشة، دكتور ماركوس ويلبي.

## نشأنها
وُلدت جاكي لوغري ونشأت في فلاتبوش ببروكلين، نيويورك، ابنة السيد والسيدة جوزيف لوغري. كان والدها جوزيف نقيبًا في البحرية الأمريكية. التحقت بأكاديمية سانت فرانسيس كزافييه للسيدات الشابات. فازت بأول مسابقة ملكة جمال الولايات المتحدة الأمريكية في لونغ بيتش، كاليفورنيا، وقد منحها ذلك أيضًا فرصة للمنافسة في مسابقة ملكة جمال الكون المسابقة التي ستصل فيها إلى الدور نصف النهائي، وحصلت على سيارة وعقد فيلم لمدة سبع سنوات مع شركة يونيفرسال إنترناشونال.

## ملكة جمال الولايات المتحدة الأمريكية
فازت لوغري بلقب ملكة جمال الولايات المتحدة الأمريكية في عام 1952، بعد أن أدى الاقتراع الثاني إلى كسر التعادل في المركز الأول. لوجيري، ذات شعر أحمر، مثلت الولايات المتحدة في مسابقة ملكة جمال الكون الأولى، حيث احتلت المركز التاسع.

## حياتها الشخصية
تزوجت جاكي من المغني جاي ميتشل في أكتوبر 1952. لم يدم هذا الزواج طويلاً وانتهى هذا الزواج بالطلاق، تزوجت لاحقاً 1958 من الممثل والمنتج جاك ويب وانتهى أيضاً بالطلاق في مارس 1964. لم تمنعها ارتباطتها السابق من مواصلت حياتها وتزوجت للمرة الثالثة من رجل الأعمال جاك دبليو شفيتزر في عام 1969، وبقيا متزوجين حتى وفاته في عام 2009. بعد تقاعده من التمثيل، عملت جاكي في جمعية التوفير والقروض المنزلية. كان اخر ظهور علني لها عندما ظهرت في ديسمبر 2022 حيث ناقشت مسيرتها المهنية على الشاشة.
توفي جاكي لوغري في لوس أنجلوس في 23 فبراير 2024 عن عمر يناهز 93 عامًا. حيث تم نعى وفاتها على صفحات التواصل الاجتماعي الخاصة بمنظمة ملكة جمال الولايات المتحدة الأمريكية
| جاكي لوغري | ببالغ الحزن نعلن نبأ وفاة جاكي لوجيري، الرائدة التي صنعت التاريخ كأول ملكة جمال للولايات المتحدة الأمريكية في عام 1952، ستظل جاكي لوغ،ري في الأذهان دائمًا باعتبارها رائدة في عالم مسابقات ملكات الجمال. لقد أسرت رشاقتها وتوازنها وذكائها الجماهير ومهدت الطريق لأجيال المستقبل من النساء للتألق على المسرح. | جاكي لوغري |

## روابط خارجية
- جاكي لوغري على موقع IMDb (الإنجليزية)
- جاكي لوغري على موقع أول موفي (الإنجليزية)
- جاكي لوغري على موقع قاعدة بيانات الأفلام السويدية (السويدية)
- جاكي لوغري على موقع قاعدة بيانات الفيلم (الإنجليزية)
- Jackie Loughery في قاعدة بيانات الأفلام على الإنترنت